# Urocynchramus pylzowi
Il ciuffolotto rosato di Przewalski (Urocynchramus pylzowi Przhevalsky, 1876) è un uccello passeriforme diffuso in Cina centro-occidentale. È l'unica specie del genere Urocynchramus e della famiglia Urocynchramidae.
Deve il suo nome a  Nikolai Przhevalsky, l'esploratore russo che per primo lo descrisse nel 1876.